# Harbour Heights (Floride)
Harbour Heights est une census-designated place du comté de Charlotte, dans l'État de Floride, aux États-Unis,. En 2020, elle compte une population de 3 428 habitants.